# لودفيغ هوف
لودفيغ هوف (بالنرويجية البوكمول: Ludvig Hoff)‏ هو لاعب هوكي الجليد نرويجي، ولد في 16 أكتوبر 1996 في أوسلو في النرويج.

## وصلات خارجية
- لودفيغ هوف على موقع EliteProspects.com (الإنجليزية)
- لودفيغ هوف على موقع Eurohockey.com (الإنجليزية)
- لودفيغ هوف على موقع HockeyDB.com (الإنجليزية)
- لودفيغ هوف على موقع أوليمبيديا (الإنجليزية)